# Вырья (приток Мели)
Вырья — река в России, протекает в Александровском и Соликамском районах Пермского края. Устье реки находится в 28 км по левому берегу реки Мель. Длина реки составляет 13 км.
Исток реки в предгорьях Северного Урала в 22 км к юго-востоку от посёлка Красный Берег. Река в верховьях течёт по Александровскому району, среднее и нижнее течение лежат в Соликамском районе. Течёт на север, всё течение реки проходит по ненаселённой местности, среди холмов, поросших елово-пихтовой тайгой. Впадает в Мель ниже покинутой деревни Верхняя Мель.

## Данные водного реестра
По данным государственного водного реестра России относится к Камскому бассейновому округу, водохозяйственный участок реки — Кама от водомерного поста у села Бондюг до города Березники, речной подбассейн реки — бассейны притоков Камы до впадения Белой. Речной бассейн реки — Кама.
Код объекта в государственном водном реестре — 10010100212111100005201.